# علم اللاهوت التاريخي
علم اللاهوت التاريخي هو دراسة تاريخ العقيدة المسيحية. يعرّف أليستر ماكغراث اللاهوت التاريخي بأنه "فرع من البحث اللاهوتي الذي يهدف إلى استكشاف التطور التاريخي للمذاهب المسيحية، وتحديد العوامل التي كان لها تأثير في صياغتها وتبنيها." تقسيم النظام اللاهوتي الذي يسعى إلى فهم وتحديد كيفية تفسير الكنيسة للكتاب المقدس وتطوير العقيدة عبر تاريخها، من وقت الرسل إلى يومنا هذا. إن الوظيفة المزدوجة للاهوت التاريخي هي إظهار أصل المعتقدات وتطورها عقدت في يومنا هذا ولمساعدة اللاهوتيين المعاصرين على تحديد الأخطاء اللاهوتية في الماضي والتي ينبغي تجنبها في الوقت الحاضر.